# Kenny Woodman
Ken (Kenny) Woodman (né en 1928 et mort en 2000) est un compositeur et trompettiste britannique. Kenny Woodman est d'abord musicien dans la Royal Marine Band pendant la Seconde Guerre mondiale puis commence à faire des arrangements dans les années 1950. Il est connu pour la chanson Town Talk, le thème de l'émission de l'animateur Paul Kaye de la radio pirate Radio London puis de Jimmy Young de BBC Radio 2. La chanson Mexican Flyer, sur l'album That's Nice de Ken Woodman and his Picadilly Brass en 1966, sera le thème du jeu vidéo Space Channel 5 puis de la bande originale de Samba de Amigo et de Swing Girls. Il est arrangeur pour Shirley Bassey, Tom Jones et notamment Sandie Shaw, car il est aussi le chef d'orchestre pour la chanson Puppet on a String au Concours Eurovision de la chanson 1967.